# Olympische Jugend-Sommerspiele 2014/Teilnehmer (Saudi-Arabien)
| Gelbes Symbol für Goldmedaillen mit stilisierten Olympischen Ringen | Graues Symbol für Silbermedaillen mit stilisierten Olympischen Ringen | Braundes Symbol für Bronzemedaillen mit stilisierten Olympischen Ringen |
| ------------------------------------------------------------------- | --------------------------------------------------------------------- | ----------------------------------------------------------------------- |
| —                                                                   | —                                                                     | —                                                                       |

Die Jugend-Olympiamannschaft aus Saudi-Arabien für die II. Olympischen Jugend-Sommerspiele vom 16. bis 28. August 2014 in Nanjing (Volksrepublik China) bestand aus fünf Athleten.

## Athleten nach Sportarten

### Gewichtheben
Jungen
- Sami al-Othman
Mittelgewicht: 7. Platz

### Leichtathletik
Jungen
- Bader al-Amrani
2000 m Hindernis: 15. Platz
8 × 100 m Mixed: 6. Platz
- Hussein al-Hizam
Stabhochsprung: 4. Platz
8 × 100 m Mixed: 52. Platz

### Reiten
- Hisham al-Suwayni
Springen Einzel: 21. Platz
Springen Mannschaft: 6. Platz (im Team Asien)

### Taekwondo
Jungen
- Fahad al-Samih
Klasse bis 48 kg: 5. Platz